# Елуру
Елуру је град у Индији у држави Андра Прадеш. Према незваничним резултатима пописа 2011. у граду је живело 214.414 становника.

## Становништво
Према незваничним резултатима пописа, у граду је 2011. живело 214.414 становника.
| 1991.   | 2001.   | 2011.   |
| ------- | ------- | ------- |
| 212.866 | 189.772 | 214.414 |